# Gundomad
Gundomad ou Gundomar (latin Gundomadus; † 357) est un roi alaman du peuple nord brisgauvien au IVe siècle et il est le frère de Vadomar.

## Résumé
L'historien romain Ammianus Marcellinus évoque qu'en 354 Gundomad avec son frère Vadomar a conclu un traité de paix à Augst à la suite de la perte d'une bataille contre l'empereur romain Constance II. En 357 Gundomad sera tué par son propre peuple car les Brisgauviens n'avaient pas accepté la politique pacifiste envers les Romains. Après que les Brisgauviens se levèrent contre le César Julien, soi-disant en raison de la tension entre Julien et l'empereur, incité par Constance mais ceci demeure comme étant plutôt propagandiste de la part d'Ammianus, le fait que Julien admira Constance en face mais que ses agissements restaient hostiles envers ce dernier.